# Korona moskiewska

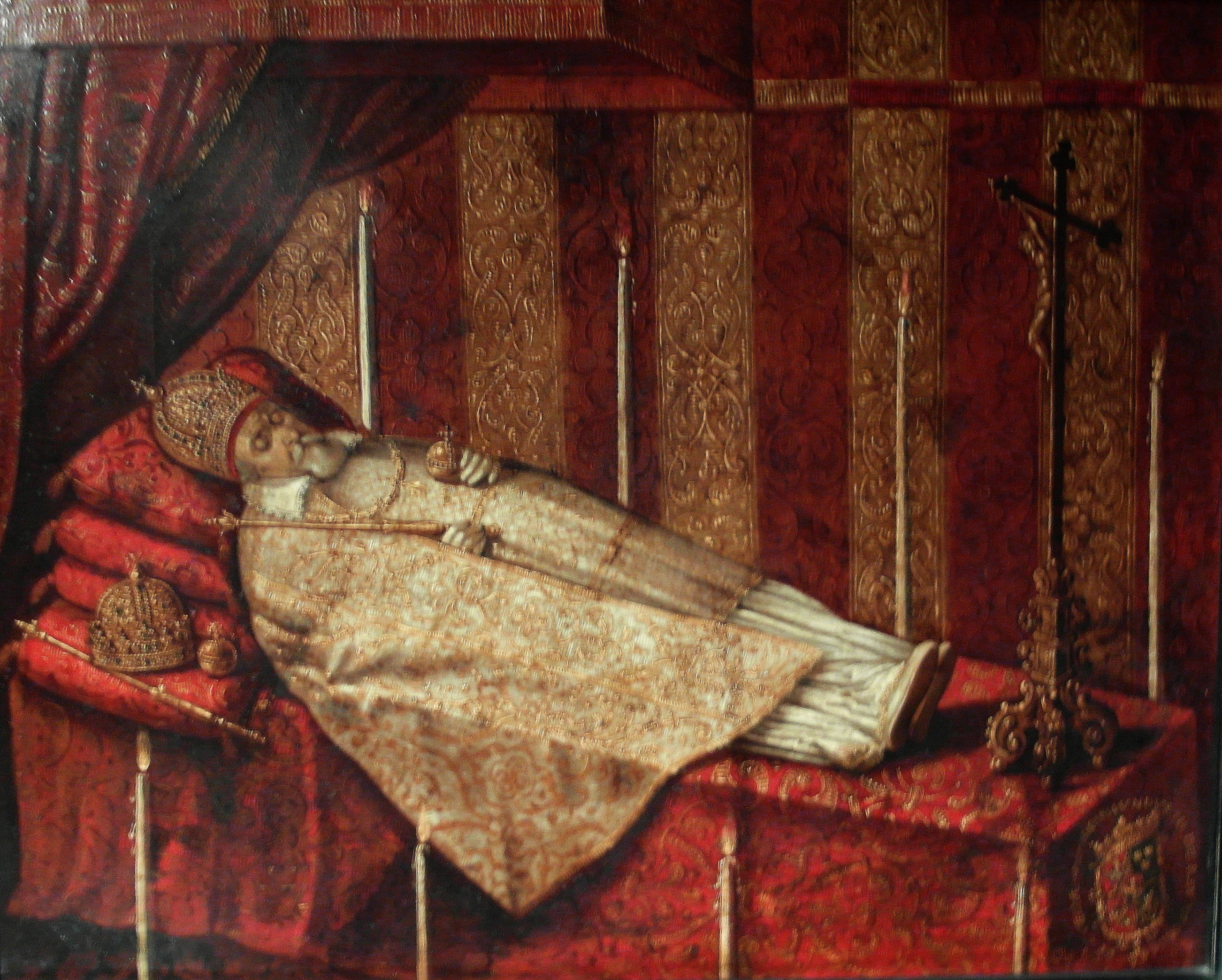
Ciało króla Zygmunta III Wazy na łożu paradnym. Na głowie monarchy korona Moskiewska obok na wezgłowiu korona Szwedzka

Korona moskiewska – prywatna korona Wazów wykonana ok. 1610 roku na zlecenie Zygmunta III Wazy po zwycięstwie armii polskiej nad armią kniazia Dymitra Szujskiego i zajęciu przez hetmana Stanisława Żółkiewskiego Moskwy. Korona, która miała posłużyć do koronacji królewicza Władysława Wazy na cara rosyjskiego.

## Historia
Pierwotnie miała być koroną carską Zygmunta III Wazy, gdy jednak Duma Bojarska zadecydowała, że nowym władcą Rosji będzie Władysław Waza zmieniono jej przeznaczenie i przygotowano ją dla polskiego królewicza. Po utracie przez Polaków Moskwy w 1612 roku insygnium to niewykorzystane, trafiło do prywatnego skarbca króla. W 1632 roku po śmierci Zygmunta III Wazy odziedziczył ją Władysław IV Waza. Była w jego posiadaniu do 1648 roku. Później stała się własnością Jana II Kazimierza Wazy, który miał jako wykonawca testamentu swojego poprzednika przekazać ją państwu. Nowy król nie uszanował jednak woli brata i nakazał przetopić insygnium na monety. Zniszczenie korony Moskiewskiej bez zgody parlamentu stało się przyczyną afery sejmowej, która ciągnęła się latami. Sejm nie przyjmował do wiadomości faktu jej zniszczenia i naciskał na monarchę, aby oddał zagrabiony klejnot. Do kulminacji sprawy doszło, gdy Jan II Kazimierz Waza zdecydował się abdykować. Aby dalej nie drażnić Sejmu i zabezpieczyć swoje dochody król postanowił rozliczyć się z państwem i oddać mu substytut zniszczonej korony Moskiewskiej. Ok. 1668 roku zlecił wykonanie warszawskiemu złotnikowi Tobiaszowi Rychterowi, nowego insygnium, które jako korona Moskiewska trafiło do Skarbca Koronnego na Wawelu w 1674 roku. Nowe insygnium znajdowało się tam do końca XVII wieku. W 1700 roku stało się częścią zastawu Rzeczypospolitej, który był wynikiem pertraktacji i kompromisu między Augustem II Mocnym, a Fryderykiem III o roszczenia elektora brandenburskiego w sprawie sum pieniężnych, które utraciły Prusy w czasie potopu szwedzkiego. Na początku XVIII wieku korona trafiła do Berlina.
Korona Moskiewska nigdy nie została wykupiona i była przechowywana w skarbcu Hohenzollernów do III. rozbioru Polski. W 1809 podobnie jak i inne polskie regalia królewskie została przekazana do zniszczenia i przetopiona.

## Opis
Korona Moskiewska była złożona z obręczy z kwiatonami, zamknięta dwoma skrzyżowanymi kabłąkami z globem i krzyżykiem na szczycie, w całości wysadzana kamieniami szlachetnymi. Jej kopia była natomiast zupełnie niepodobna do oryginału. Była to korona barokowa, z obręczą, z której wystawało sześć kwiatonów ozdobionych szafirami i perłami, pokryta zieloną emalią, zamknięta sześcioma kabłąkami, zdobionymi przez perły, zwieńczona wielkim kulistym szafirem i krzyżykiem z diamentów.

## Literatura
- Jerzy Lileyko. Regalia Polskie. Warszawa 1987. ISBN 83-03-02021-8
- Janusz Miniewicz. Tajemnica polskich koron. Czy jest szansa ich odnalezienia?. Nowy Sącz 2006. ISBN 83-924034-2-8
- Michał Rożek. Polskie koronacje i korony. Kraków 1987. ISBN 83-03-01914-7